# Líšná (Plzeň)
Líšná é uma comuna checa localizada na região de Plzeň, distrito de Rokycany.